# Asaphes suspensus
Asaphes suspensus är en stekelart som först beskrevs av Christian Gottfried Daniel Nees von Esenbeck 1834.  Asaphes suspensus ingår i släktet Asaphes och familjen puppglanssteklar. Arten är reproducerande i Sverige. Inga underarter finns listade.